# Омелуша
Омелу́ша — село в Україні, у Звягельському районі Житомирської області. Населення становить 0 осіб. Входить до складу Ємільчинської селищної громади.

## Історія
У 1906 році — слобода Емільчинської волості Новоград-Волинського повіту Волинської губернії. Відстань від повітового міста 70 верст, від волості 30. Дворів 46, мешканців 273.
Під час сталінських репресій в 30-і роки минулого століття органами НКВС безпідставно було заарештовано та позбавлено волі на різні терміни 23 мешканців слободи, з яких 7 чол. розстріляно. Нині всі постраждалі від тоталітарного режиму реабілітовані і їхні імена відомі.
У 1927—54 роках — адміністративний центр Омелуської сільської ради Ємільчинського району.

## Населення
За переписом населення 2001 року в селі мешкали 4 особи.

### Мова
Розподіл населення за рідною мовою за даними перепису 2001 року:
| Мова       | Відсоток |
| ---------- | -------- |
| українська | 75,00 %  |
| білоруська | 25,00 %  |